# Kaoma, Zambia
Kaoma  este un oraș în Provinciei de Vest din Zambia și reședința districtului omonim. Populația majoritară din localitate este de etnie Nkoya.